# Вулиця 6-та Слобідська
Вулиця 6-та Слобідська (з 1968 до 2016 — Комсомольська) — поперечна вулиця в Адміралтейській частині Миколаєва.

## Розташування
Вулиця є частиною Адміралтейської частини міста, загальна протяжність — близько 1,7 кілометра. На півночі обмежується Колодязною вулицею, на півдні — Кузнецькою.

## Історія
Вулиця розташована в Адміралтейській частині міста (інша назва — Адміралтейська слобідка). Як і решта вулиць слобідки, були пронумеровані від першої до шостої. Назва була запронованана поліцмейстером Г. Г. Автономовим у 1835 році. В міру зростання міста кількість Слобідських вулиць збільшилося до дев'яти.
У 1918 році на цій вулиці проходили зіткнення членів ВЛКСМ з солдатами, яких очолював Вільгельм Габсбург.
Після Другої світової війни була перейменована на Комсомольську — на честь організації Ленінського комсомолу.
У 2016 році в рамках виконання закону Про декомунізацію вулиці повернули її стару назву.

## Визначні місця

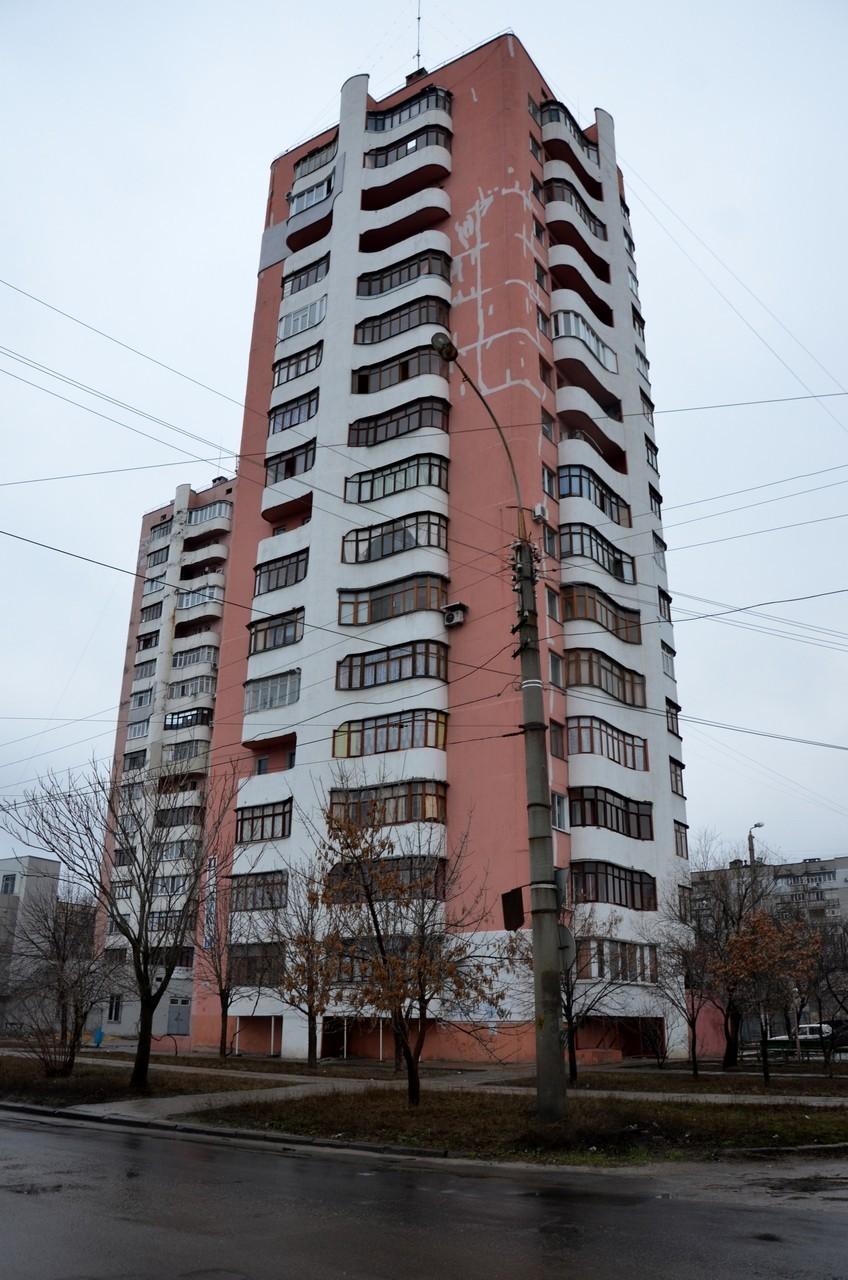
монолітні будинки №№ 48а і 48

В районі перетину з Центральним проспектом розташовується ринок «Україна» і сквер «Квітковий», в місці їх перетину — меморіальний комплекс танкістам-визволителям Миколаєва.